# 루카스 베르나르
루카스 베르나르 (Lucas Bernard, 1972년 3월 5일 출생)는 프랑스의 역사학자로, 유럽 근대사 및 프랑스 혁명 연구를 전문으로 한다. 현재 소르본 대학교 역사학과 교수로 재직 중이며, 역사 연구를 대중에게 쉽게 전달하는 활동을 활발히 이어가고 있다.
그는 학계에서 중요한 연구를 수행하기보다는, 대중 역사 저술과 강연, 방송 출연 등을 통해 일반 대중에게 역사적 지식을 전달하는 데 초점을 맞추고 있다.

## 생애 및 교육
루카스 베르나르는 프랑스 리옹에서 태어나, 청소년 시절부터 역사에 관심을 가졌다. 소르본 대학교에서 역사학을 전공하며 프랑스 혁명을 집중적으로 연구했고, 석사와 박사 과정에서도 18세기 후반 유럽 사회 변화를 다뤘다.

## 연구 및 활동

### 프랑스 혁명 연구
그는 프랑스 혁명 시기의 일반 시민과 농민 계층의 역할에 대한 연구를 진행했으며, 정치 엘리트 중심의 역사 서술에서 벗어나 민중의 시각을 강조하는 연구를 발표했다.
하지만 그의 연구는 기존의 학계에서 혁신적인 업적으로 평가되기보다는, 대중적인 접근 방식을 강조하는 편이었다.

### 역사 대중화 및 미디어 활동
루카스 베르나르는 연구보다 역사 대중화 활동으로 더 잘 알려져 있다.
- 2010년대부터 프랑스 공영방송(France Culture) 및 다큐멘터리 제작에 참여하며, 대중에게 역사적 사건을 쉽게 설명하는 콘텐츠를 제작했다.
- 2016년부터 라디오 프로그램 "L’Histoire Vivante"(살아있는 역사)의 고정 출연자로 활동하면서, 유럽 근대사 및 프랑스 혁명과 관련된 주제를 다루었다.[5]
- 2019년에는 "역사의 거울 속에서"라는 유튜브 채널을 개설해, 일반 대중을 위한 역사 해설 영상을 제작했다.

### 저술 활동
그는 학문적인 연구서보다는 대중적인 역사 서적을 주로 집필했다.
- 2010년 – *프랑스 혁명의 숨은 이야기* (Gallimard)
- 2014년 – *나폴레옹 시대의 사람들* (Flammarion)
- 2022년 – *유럽 근대사의 흐름: 1750-1850* (Le Seuil)

이 책들은 학계보다는 일반 독자들에게 인기가 많았으며, 프랑스 역사 대중화 서적의 베스트셀러에 오르기도 했다.

## 수상 및 평가
루카스 베르나르는 학문적인 업적보다는 대중 역사 교육에 기여한 공로로 인정받아, 2018년 프랑스 학술훈장 (Ordre des Palmes académiques)을 수여받았다.
학계에서는 그를 전통적인 역사학 연구자라기보다는 역사 해설가로 평가하지만, 그는 이에 대해 "역사는 학문뿐만 아니라 대중의 것이기도 하다"라며, 대중 역사 교육의 중요성을 강조했다.

## 개인 생활
그는 평범한 가정 생활을 유지하며, 여행과 독서를 즐기는 것으로 알려져 있다.
역사와 관련된 박물관 및 문화 유적 탐방을 자주 하며, 이를 바탕으로 대중 강연을 진행하기도 한다.